# Hela världen
Hela världen var en svensk månatlig tidskrift, vilken utgavs 1917-1920 av tidningen Allt för alla. Redaktör för tidskriften, vilken utgavs på Åhlén & Åkerlunds förlag, var Waldemar Swahn.
Hela världen innehöll en blandning av historiska och kulturhistoriska artiklar, reseberättelser, teaterrecensioner, kåserier, dikter och noveller. Inom de två senare genrerna räknade tidskriften medverkande som Anders Österling, Fredrik Vetterlund, Harald Wägner, Artur Möller och K. G. Ossiannilsson. Tidningen var också generöst illustrerad, bland annat av Gunnar Widholm och Knut Stangenberg.
Åhlén & Åkerlund hade dessförinnan (1916-1917) även utgivit en tidskrift med det likartade namnet Hela världens magazin (redaktör: Erik Åkerlund). Därtill hade det 1905-1907 funnits en veckotidning med titeln Hela världen - illustrerad veckorevy med Leonard Ljunglund som ansvarig utgivare. Denna tidning hade dock ingen koppling till Åhlén och Åkerlund.
1928-1963 utgav Åhlén & Åkerlund veckotidningen "Hela världen" med skiftande undertitlar, slutligen från 1962 "Hennes bästa tidning", vilket tyder på att den då fått kvinnor som målgrupp. År 1964 fick tidningen namnet Min värld.
1965-1975 anges den vara utgiven i syfte att bevaka rätten till titeln. 